# Dracula (2013)
Dracula is een Brits-Amerikaanse dramaserie uit 2013. De serie werd bedacht door Cole Haddon die zich baseerde op de originele roman van Bram Stoker uit 1897. In juli 2012 bestelde het Britse Sky Living tien afleveringen die door het Britse Carnival Films en het Amerikaanse NBC Universal Television werden geproduceerd. De opnames vonden plaats in Boedapest en Londen. De televisiepremière was op de Amerikaanse zender NBC op 25 oktober 2013. In Vlaanderen begon 2BE de reeks vanaf 17 november 2013 uit te zenden.

## Verhaal
Op het einde van de 19e eeuw en na een eeuw van opsluiting in een ijzeren kist in een afgelegen ondergrondse grot in Hongarije brengt Abraham van Helsing de vampier Dracula terug uit het dodenrijk. Van Helsing wil wraak nemen op de orde die zijn gezin uitmoordde en kan Dracula — wiens geliefde eeuwen tevoren door dezelfde orde op de brandstapel werd gezet — overtuigen samen te zweren om de orde ten val te brengen.
Het tweetal trekt naar Londen, waar het hoofdkantoor van het conglomeraat gelegen is waarmee de orde de wereldeconomie domineert. De onderneming heeft zwaar ingezet op aardolie als de brandstof van de toekomst, waarmee het haar macht in de 20e eeuw wil vasthouden. Dracula meet zich een nieuwe identiteit aan: een rijke Amerikaanse ondernemer genaamd Alexander Grayson. Zijn bedrijf doet onderzoek naar de opwekking en het transport van elektriciteit. Daarmee wil Dracula de aardoliebelangen van de orde ondermijnen om ze zo financieel te ruïneren. Tussendoor zoekt van Helsing ook nog een vaccin dat Dracula immuun moet maken voor het zonlicht dat hij als vampier niet kan verdragen.
Dracula introduceert zich onder zijn valse identiteit in de Londense beau monde bij de leiders van de orde. Die doen er vervolgens alles aan om Grayson in diskrediet te brengen. Intussen merken ze ook dat er een vampier rondwaart in de stad en huren een vampierenjaagster in. Die wordt verliefd op Grayson en begint dus zonder het te weten een relatie met de vampier waar ze op moet jagen. Dracula zelf is dan weer van zijn melk als hij Mina ontmoet, die als twee druppels water op zijn geliefde Ilona lijkt, en rekruteert haar verloofde Jonathan voor zijn bedrijf.

## Afleveringen

### Seizoen 1
1. The Blood Is the Life
2. A Whiff of Sulfur
3. Goblin Merchant Men
4. From Darkness to Light
5. The Devil's Waltz
6. Of Monsters and Men
7. Servant to Two Masters
8. Come to Die
9. Four Roses
10. Let There Be Light

## Rolverdeling
- Jonathan Rhys Meyers als Graaf Dracula / Alexander Grayson, de protagonist, vampier en opgestaan uit het graf. Hij wil vermomd als zakenman wraak nemen op de orde die verantwoordelijk is voor de dood van zijn vrouw enkele eeuwen voordien.
- Thomas Kretschmann als Abraham van Helsing, hij is Mina's docent, werkt als wetenschapper voor Graysons bedrijf en werkt ook aan een vaccin waarmee Dracula zonlicht moet kunnen verdragen.
- Jessica De Gouw als:
  - Wilhelmina (Mina) Murray, studente geneeskunde en verloofde van Jonathan Harker.
  - Ilona, Dracula's vroegere gebrandstapelde vrouw.
- Victoria Smurfit als Lady Jayne Wetherby, een vampierenjaagster die achter Dracula wordt aangestuurd maar zonder het te beseffen een relatie met hem begint.
- Oliver Jackson-Cohen als Jonathan Harker, een journalist en Mina's verloofde. Grayson neemt hem aan om de communicatie te verzorgen.
- Nonso Anozie als Renfield, hij mislukte door zijn huidskleur als advocaat in de Verenigde Staten. Hij werd Dracula's trouwe assistent en behartigt de zakelijke belangen.
- Robert Bathurst als Lord Thomas Davenport, de antagonist. Hij leidt thans de orde die vroeger Dracula's vrouw ombracht.
- Katie McGrath als Lucy Westenra, Mina's beste vriendin die stiekem ook romantische gevoelens voor haar heeft.